# Bio-ethiek
De bio-ethiek is een tak van de moraalwetenschap, die zich bezighoudt met de ethische aspecten van menselijke ingrepen in het menselijk leven en het leven van dieren en planten.

## Onderwerp
Bio-ethiek wordt gezien als een vorm van toegepaste ethiek. Er worden normatieve ethische theorieën aangewend op specifieke situaties. Nieuwe situaties geven echter ook aanleidingen om ethische theorieën  te toetsen en te verbeteren.
Morele vraagstukken rond het begin en het einde van het leven zijn reeds heel oud. Nieuwe morele vraagstukken ontstonden bij de harttransplantaties van Dr. Christiaan Barnard in Zuid-Afrika eind jaren 1960. Het hart was toen nog voor veel mensen meer dan een pomp, namelijk de "zetel" van de emoties, ziel.
Tegenwoordig behandelt de bio-ethiek vooral vraagstukken in verband met euthanasie, abortus provocatus, in-vitrofertilisatie, genetische manipulatie en dergelijke.
In snel tempo ontstonden wetenschappelijke instituten voor bio-ethiek, die de biologische en medisch-technische vooruitgang met ethische studies begeleiden:
- het Kennedy Institute (Washington D.C.)
- The Hastings Center (Hastings N.Y.)
- het Instituut voor Gezondheidsethiek (Maastricht)
- het Centrum voor Biomedische Ethiek en Recht (Katholieke Universiteit Leuven)
- het Centrum voor bio-ethiek en gezondheidsrecht (Utrecht)
- de Stichting Medische Ethiek
- het Lindeboom Instituut (Ede).

In Vlaanderen bestaat de socio-culturele beweging De Maakbare Mens, die informatiecampagnes voert over bio-ethische en biomedische thema's.

## Wetgeving

### België
In België werd in 1993 het Raadgevend Comité voor Bio-ethiek opgericht binnen de Federale Overheidsdienst Volksgezondheid. Het Comité verstrekt adviezen in ethische kwesties.
In de Belgische ziekenhuizen zijn op grond van de gecoördineerde wet op de ziekenhuizen van 2008 ethische comités gevormd, die toezicht houden op de ethische aspecten van de geneeskunden en op medische experimenten met mensen.

### Internationaal
De Raad van Europa stelde in 1997 de Conventie inzake Mensenrechten en Biogeneeskunde, met ethische richtlijnen voor toepassing in de geneeskunde.

## Lijst van bio-ethici
- Johan Braeckman (UGent)
- Marc Cosyns (UGent, De Maakbare Mens)
- Wim Distelmans (VUB)
- Ignaas Devisch (UGent, De Maakbare Mens)
- Wim Eijk (Stichting Medische Ethiek)
- Chris Gastmans (KU Leuven)
- Mieke Kerckhof (Zusters van de Bermertigheid Jesu)
- Jérôme Lejeune (Pauselijke Academie voor het Leven)
- Herman Nys (KU Leuven)
- Van Rensselaer Potter (Universiteit van Wisconsin-Madison)
- Michel Schooyans (UCL, Pauselijke Academie voor het Leven, Academia Mejicana de Bioética)
- Peter Singer (Princeton University)
- Alfonso López kardinaal Trujillo (Pauselijke Raad voor het Gezin)
- Hugo Van den Enden (UGent)
- Etienne Vermeersch (UGent)